# ニュースルームのエピソード一覧
『ニュースルーム』（The Newsroom）は、アーロン・ソーキン発案によるアメリカ合衆国のテレビドラマであり、HBOより2012年6月24日に放送開始されている。
3シーズンで完結し、累計で25話が放送された。

## シリーズ概要
| シーズン | シーズン | 話数 | 放送日        | 放送日          |
| シーズン | シーズン | 話数 | シーズン 初回 | シーズン 最終回 |
| -------- | -------- | ---- | ------------- | --------------- |
|          | 1        | 10   | 2012年6月24日 | 2012年8月26日   |
|          | 2        | 9    | 2013年7月14日 | 2013年9月15日   |
|          | 3        | 6    | 2014年11月9日 | 2014年12月14日  |

## エピソード

### 第1シーズン（2012年）
| No. | #  | タイトル                                           | 監督                         | 脚本                                    | 放送日        | 合衆国視聴者数 （百万人） |
| --- | -- | -------------------------------------------------- | ---------------------------- | --------------------------------------- | ------------- | ------------------------- |
| 1 | 1  | "アンカーの決断" "We Just Decided To"              | グレッグ・モットーラ         | アーロン・ソーキン                      | 2012年6月24日 | 2.14                      |
| シリーズ第1話。完全崩壊の余波を乗り越え、復職を果たしたACN「ニュースナイター」のアンカー、ウィル・マカヴォイは、元彼女の新任エグゼクティブプロデューサーを筆頭に一新したスタッフに迎えられ、早くも速報に対応することを迫られる。 |    |                                                    |                              |                                         |               |                           |
| 2 | 2  | "新生ニュースナイト" "News Night 2.0"              | アレックス・グレイヴス       | アーロン・ソーキン                      | 2012年7月1日  | 1.68                      |
| 「ニュース・ナイト2.0」と称された新体制で、マック主導の番組が指導。そしてマックは、頭脳明晰な美人経済レポーター、スローン・サビスに毎晩報道の一部を担当するよう協力要請する。ジムはマギーが出したキューミスの責任を負う。長いこと隠されていた別れの真相がついに露わになる。                                                             |    |                                                    |                              |                                         |               |                           |
| 3 | 3  | "報道とビジネス" "The 112th Congress"              | グレッグ・モットーラ         | アーロン・ソーキン & ギデオン・イェーゴ | 2012年7月8日  | 2.21                      |
| 論説を放映中、ウィルは過去のニュース放送について謝り、ニュースナイトの品格に対する新時代の到来を告げる。ウィルの新しい手法は、CEOのレオナ・ランシングを苛つかせる。ジムは、マックがパニック障害を起こしている時に落ち着かせる。ドンはエリオットにゲームに参加するように挑む。                                                           |    |                                                    |                              |                                         |               |                           |
| 4 | 4  | "噂の真相" "I'll Try to Fix You"                   | アラン・プール               | アーロン・ソーキン                      | 2012年7月15日 | 1.94                      |
| ACNの大晦日パーティーにて、ウィルはマッケンジーの恋人ウェイド・キャンベルと会話を交わした後、ニーナ・ハワードという女性と知り合う。しかし、彼女がゴシップ・コラムニストだと知ったウィルはその仕事を批判し、結果的にゴシップ誌の標的になってしまう。チャーリーが対応に頭を悩ますうちに、ツーソン銃撃事件が発生した2011年1月8日が訪れる。 |    |                                                    |                              |                                         |               |                           |
| 5 | 5  | "ジャーナリストの条件" "Amen"                      | ダニエル・ミナハン           | アーロン・ソーキン                      | 2012年7月22日 | 1.95                      |
| 「ニュースナイト」のチーム一同は、エジプト大統領ムバラクの追放報道中に、ウィスコンシン州で起きている教員デモについて知る。これが、同時に起きている反乱を並列放映するきっかけになる。 |    |                                                    |                              |                                         |               |                           |
| 6 | 6  | "暴走する正義" "Bullies"                           | ジェレミー・ポデスワ         | アーロン・ソーキン                      | 2012年7月29日 | 1.74                      |
| ウィルは、予約されていたセラピーセッションにやっと行く。日本の核危機中に、エリオットの代理を務めるスローン。日本の発電会社の広報担当者を詰問したことで、窮地に陥る。ウィルは、いじめっ子であることの原因と結果を理解するようになる。 |    |                                                    |                              |                                         |               |                           |
| 7 | 7  | "5月1日" "5/1"                                     | ジョシュア・マーストン       | アーロン・ソーキン                      | 2012年8月5日  | 1.76                      |
| 匿名の情報筋がチャーリーに連絡を取り、国家の大事に関わるある緊急事態について、事前に詳細情報を提供する。大統領が生中継でスピーチを行うというニュースが流れてきた途端、ニュースナイトのスタッフは記念日パーティーを早々に切り上げる。 |    |                                                    |                              |                                         |               |                           |
| 8 | 8  | "内部告発" "The Blackout Part I: Tragedy Porn"     | レスリー・リンカ・グラッター | アーロン・ソーキン                      | 2012年8月12日 | 1.84                      |
| 二つの衝撃的ニュースで番組を始めることを拒否したニュース・ナイトの視聴率は極端に落下。それを見たウィルとマックは、また視聴率を上げ、ネットワークの共和党討論を勝ち取るチャンスを上げるために、自分たちの信念を一旦曲げることにする。 |    |                                                    |                              |                                         |               |                           |
| 9 | 9  | "置き去りの夢" "The Blackout Part II: Mock Debate" | アラン・プール               | アーロン・ソーキン                      | 2012年8月19日 | 1.96                      |
| ウィルと「ニュース・ナイト」のスタッフ一同は、二人の共和党関係者のために模擬討論を設定する。停電中にあることにひらめいたマック。チャーリーは、あるNSAインサイダーの信用度を調べる。リサはインタビュー中に事前に決めた内容から逸れてしまう。ニールは、ネット荒らしとして覆面捜査を始める。                                               |    |                                                    |                              |                                         |               |                           |
| 10 | 10 | "世界一偉大な理由" "The Greater Fool"              | グレッグ・モットーラ         | アーロン・ソーキン                      | 2012年8月26日 | 2.30                      |
| シーズン1最終話。ニーナ・ハワードは、衝撃の事実でマックを驚かす。ジムとマギーは、何らかの決断を下さなければならない所に到達する。スローンは、新しい仕事を検討する。ニールは、インターネット上の分身を使ってある脅迫の輪郭を明らかにする。ウィルとマック、そしてチャーリーは、レオナとリースと対決する。                                 |    |                                                    |                              |                                         |               |                           |

### 第2シーズン（2013年）
| No. | # | タイトル                                                     | 監督                         | 脚本                                                                                             | 放送日        | 合衆国視聴者数 （百万人） |
| --- | - | ------------------------------------------------------------ | ---------------------------- | ------------------------------------------------------------------------------------------------ | ------------- | ------------------------- |
| 11 | 1 | "見えない敵" "First Thing We Do, Let's Kill All the Lawyers" | アラン・プール               | 原案: イアン・ライヒバッハ & アーロン・ソーキン 脚本: アーロン・ソーキン                         | 2013年7月14日 | 2.22                      |
| シーズン2第1話。ウィルとニュースナイトのスタッフは、ネットワークを危機状態に陥れたある事件報道について、弁護士に事情を聴取されている。オンエア中の発言が元で、9・11記念特番から降ろされることになったウィル。                                                                        |   |                                                              |                              |                                                                                                  |               |                           |
| 12 | 2 | "アンカーのいない日" "The Genoa Tip"                         | ジェレミー・ポデスワ         | 原案: ダナ・ルドウ・ミラー & アダム・R・パールマン & アーロン・ソーキン 脚本: アーロン・ソーキン | 2013年7月21日 | 1.88                      |
| 最終的にはネットワークを沈ませることになるニュースが徐々に現実化してくる。マッケンジーとスローンは、ドローンに関してウィルに圧力をかけ続け、ドンはウィルにトロイ・デイヴィスを弁護することを勧める。マギーは同居人にフェイスブックでフレンドリストから外される。ニールは逮捕される。 |   |                                                              |                              |                                                                                                  |               |                           |
| 13 | 3 | "プレスバスの掟" "Willie Pete"                               | レスリー・リンカ・グラッター | 原案: マイケル・ガン & エリザベス・ピーターソン & アーロン・ソーキン 脚本: アーロン・ソーキン    | 2013年7月28日 | 1.80                      |
| ウィルは、ニーナ・ハワードに真実を伝えることで、イメージを改善する努力を続ける。ツイッターで、ジェノア事件の新しい証人が現れる。ニューハンプシャーでは、質問に答えてもらおうとするジムの努力は、なかなか実を結ばない。                                                               |   |                                                              |                              |                                                                                                  |               |                           |
| 14 | 4 | "予期せぬ結末" "Unintended Consequences"                     | カール・フランクリン         | アーロン・ソーキン                                                                               | 2013年8月4日  | 1.62                      |
| マギーは、レベッカにゲリーとの散々なアフリカ旅行を回想しても大丈夫だと説得しようとする。オンエア中に、軍の秘密作戦に関した情報を持っている「ウォール街占拠」運動家を論破したウィル。そのせいで、運動家はニールとジェリーに協力しようとしない。                                       |   |                                                              |                              |                                                                                                  |               |                           |
| 15 | 5 | "ニュースナイトの裏側" "News Night with Will McAvoy"         | アラン・プール               | アーロン・ソーキン                                                                               | 2013年8月11日 | 1.81                      |
| 自分のテレビ中継中に、ある電話と嬉しくないツイッターに動揺するウィル。ジェノア作戦について情報を持っている、海軍情報部に務める長年の友人から訪問を受けるチャーリー。スローンは、リベンジ・ポストに応対する。                                                                         |   |                                                              |                              |                                                                                                  |               |                           |
| 16 | 6 | "禁断の一歩" "One Step Too Many"                             | ジュリアン・ファリノ         | アーロン・ソーキン                                                                               | 2013年8月18日 | 1.47                      |
| マックとチャーリーは、ダンタナのジェノア作戦の裏付けになる重要証人を獲得する。朝のトークショーに出演することでイメージを和らげようと、ニーナのアドバイスに従うウィル。ジムは、ヘイリーとの再会中に、予想外の来客に見舞われる。                                                       |   |                                                              |                              |                                                                                                  |               |                           |
| 17 | 7 | "ジェノアの真実" "Red Team III"                              | アンソニー・ヘミングウェイ   | アーロン・ソーキン                                                                               | 2013年8月25日 | 1.76                      |
| ニュースルームのスタッフ達との数々の供述聴取を行ったレベッカ。それを元に、ACNがデンタナのジェノア作戦に関する特別報告を報道する運命的決断にたどり着くまでの軌跡を明らかにした。そして、その信頼性を揺るがした報道後に明らかになった事実も。                                          |   |                                                              |                              |                                                                                                  |               |                           |
| 18 | 8 | "絶体絶命" "Election Night, Part I"                          | ジェイソン・エンズラー       | アーロン・ソーキン                                                                               | 2013年9月8日  | 1.76                      |
| ウィルとマックコンビで送る最後の中継になるかもしれない選挙日報道をニュースナイトは遂行。ジムはニュースを撤回することを検討。一同は、接戦を強いられている上院占拠に影響を与えるかもしれないニュースを報道するかどうかを議論する。                                                     |   |                                                              |                              |                                                                                                  |               |                           |
| 19 | 9 | "新たな誓い" "Election Night, Part II"                       | アラン・プール               | アーロン・ソーキン                                                                               | 2013年9月15日 | 1.67                      |
| シーズン2最終話。2012年の選挙日も更けてくるに連れ、ウィルとチャーリーは、ACNとシニア・スタッフ一同の将来を左右するかもしれないリースからの決断を待つ。スローンは、自分の本を落札した匿名の人の身元を知ることに。                                                                     |   |                                                              |                              |                                                                                                  |               |                           |

### 第3シーズン（2014年）
| No. | # | タイトル                                              | 監督                       | 脚本                                                                     | 放送日         | 合衆国視聴者数 （百万人） |
| --- | - | ----------------------------------------------------- | -------------------------- | ------------------------------------------------------------------------ | -------------- | ------------------------- |
| 20 | 1 | "ボストンの悲劇" "Boston"                             | アンソニー・ヘミングウェイ | アーロン・ソーキン                                                       | 2014年11月9日  | 1.21                      |
| シーズン3第1話。ウィルとマック、そしてニュースナイトのチーム一同は、ある重大速報を報道するかどうかに対して慎重な姿勢を取る。ニールは盗まれた政府書類を持った、ある匿名人物から連絡を受ける。スローンは、買収に関するある謎を解決しようとする。                                                                   |   |                                                       |                            |                                                                          |                |                           |
| 21 | 2 | "越えた一線" "Run"                                    | グレッグ・モットーラ       | アーロン・ソーキン                                                       | 2014年11月16日 | 1.28                      |
| レベッカはまた起訴される可能性のあるACNを弁護しなければならない。ウィルは、国防総省の機密文書漏洩の影響からニールを守ろうとする。チャーリーとレオナは、敵対的買収戦略闘争に突入する。スローンは、ドンがインサイダー情報を使い、金を儲けたかもしれない疑念を持つ。                                                |   |                                                       |                            |                                                                          |                |                           |
| 22 | 3 | "大いなる誤算" "Main Justice"                         | アラン・プール             | 原案: ジョン・ラヴェット & アーロン・ソーキン 脚本: アーロン・ソーキン   | 2014年11月23日 | 1.19                      |
| レオナとリースは、ACNを救い、ブレアとランディーを妨害するために資金を集めようとする。チャーリーが、ACNを買収しようと近づいてきているルーカス・プルイットと将来へのビジョンを語り合う間、ウィルは、ホワイトハウス報道官のディナーで、サプライズを受け取る。スローンとドンは、自分たちの関係を隠しておこうとする。 |   |                                                       |                            |                                                                          |                |                           |
| 23 | 4 | "決別の日" "Contempt"                                 | アンソニー・ヘミングウェイ | 原案: デボラ・ショーネマン & アーロン・ソーキン 脚本: アーロン・ソーキン | 2014年11月30日 | 1.38                      |
| 侮辱罪のために、裁判所から召喚され収監される可能性を目前にしても、ウィルは盗まれた国防総省文書の情報筋を明かすことを断固拒否する。スローンとマックはACNがルーカスの手中に落ちることを防ごうとする。ジムとヘイリーの関係は試される。                                                                              |   |                                                       |                            |                                                                          |                |                           |
| 24 | 5 | "涙の道" "Oh Shenandoah"                              | ポール・リーバースタイン   | アーロン・ソーキン                                                       | 2014年12月7日  | 1.36                      |
| 法廷侮辱罪で収監されたウィルだが、ニールの政府筋の名前を明かすことは拒否する。チャーリーは、嫌がるドンに、エリート大学での性的虐待事件の主要人物たちを見つけるよう命令する。スローンは、ブリーに構築されたデジタルサイトに対して文句を言う。                                                                     |   |                                                       |                            |                                                                          |                |                           |
| 25 | 6 | "ドン・キホーテの遺志" "What Kind of Day Has It Been" | アラン・プール             | アーロン・ソーキン                                                       | 2014年12月14日 | 1.62                      |
| シリーズ最終話。同僚の死をきっかけに、ウィルとマックはニュースルームを生まれ変わらせた節目を追憶し、ACNの先行き不透明な将来を見据える。マギーは、ワシントンで現地プロデューサーのための面接を受けることに。ニールのデジタルサイトは、修理のためシャットダウン中。                                                |   |                                                       |                            |                                                                          |                |                           |